# Bernard Romanens
Pour les articles homonymes, voir Romanens (homonymie).
Bernard Romanens, né en 1947 à Marsens et mort le 30 janvier 1984 à Villarimboud, est un armailli, fromager et chanteur suisse.

## Biographie
Bernard Romanens est le fils de Robert Romanens et d'Hélène Chollet-Romanens. Il est l'aîné de six garçons, et ses frères ont pour prénom, Jean-Marie, José, Claude, Daniel et Francis,. 
Armailli et fromager de profession, membre du Chœur des armaillis de la Gruyère, il se fait connaître lors de la Fête des vignerons de Vevey en 1977 où il interprète le Ranz des vaches, un chant traditionnel. Il devient alors la représentation personnifiée du paysan suisse d'alpage, de la poya, et, à ce titre, est invité pour plusieurs tournées en particulier aux États-Unis d'Amérique en 1976 et en République populaire de Chine en 1980. Il enregistre également plusieurs albums de chants traditionnels.

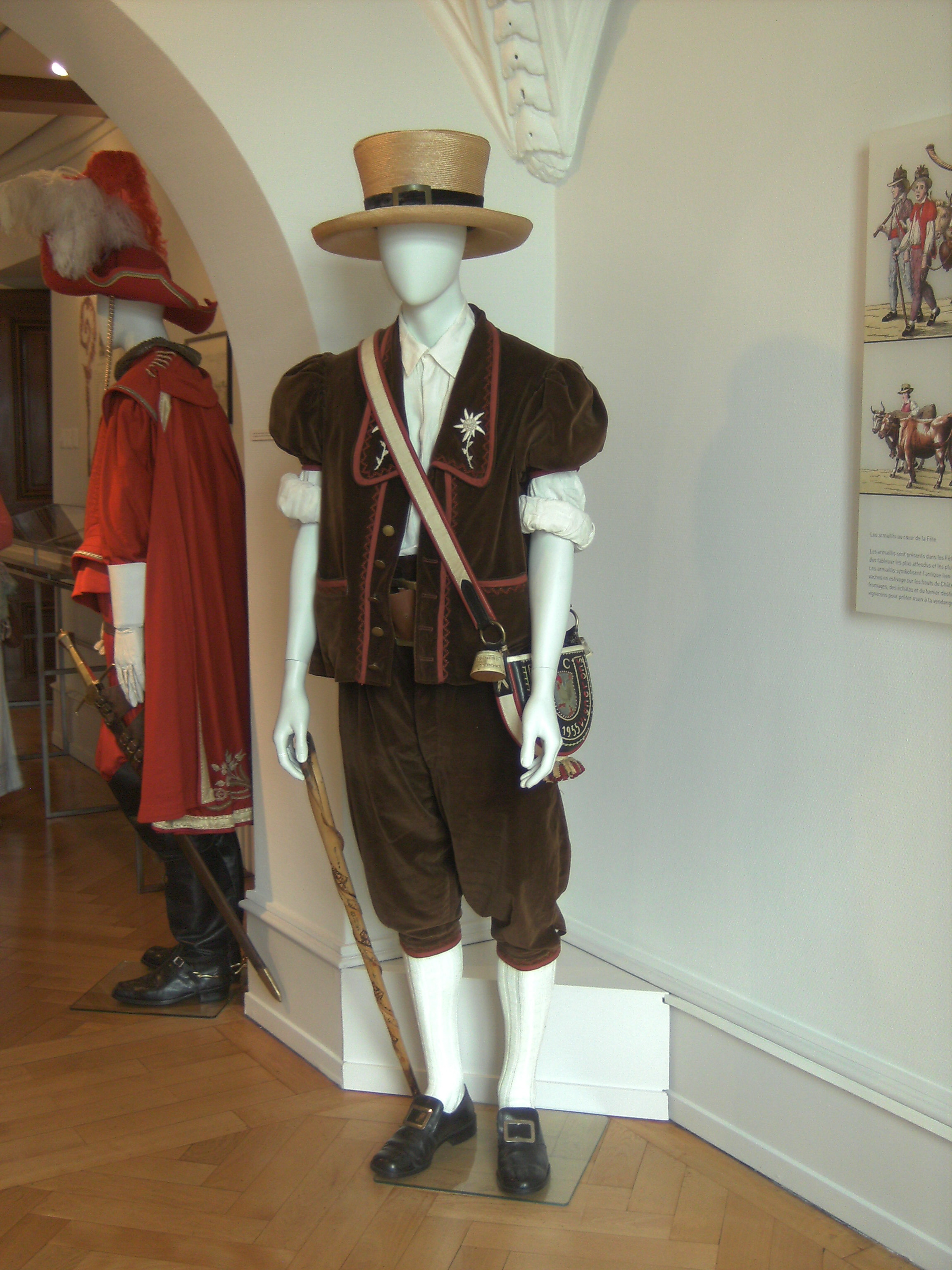
Costume de l'armailli tel que le portait Roger Cochard pour chanter la Lyoba (le Ranz des vaches) à la fête des vignerons en 1955 exposé au musée de la Confrérie des vignerons de Vevey. Le costume de Bernard Romanens en 1977 était bleu avec des liserés et des bas rouges.

Un matin de 1984, il est retrouvé mort dans sa chambre. À ce jour, les causes de son décès ne sont pas éclaircies. 
Selon Michel Gremaud, ancien rédacteur en chef de La Gruyère, « Bernard Romanens, sans forfanterie, incarnait le pays. Identifié non à une chanson, mais à un rite, il était devenu le maître de l’incantation, le prêtre. Pas d’autre explication à la ferveur quasi religieuse qui entoure le personnage. » 